# Kubo Shumman

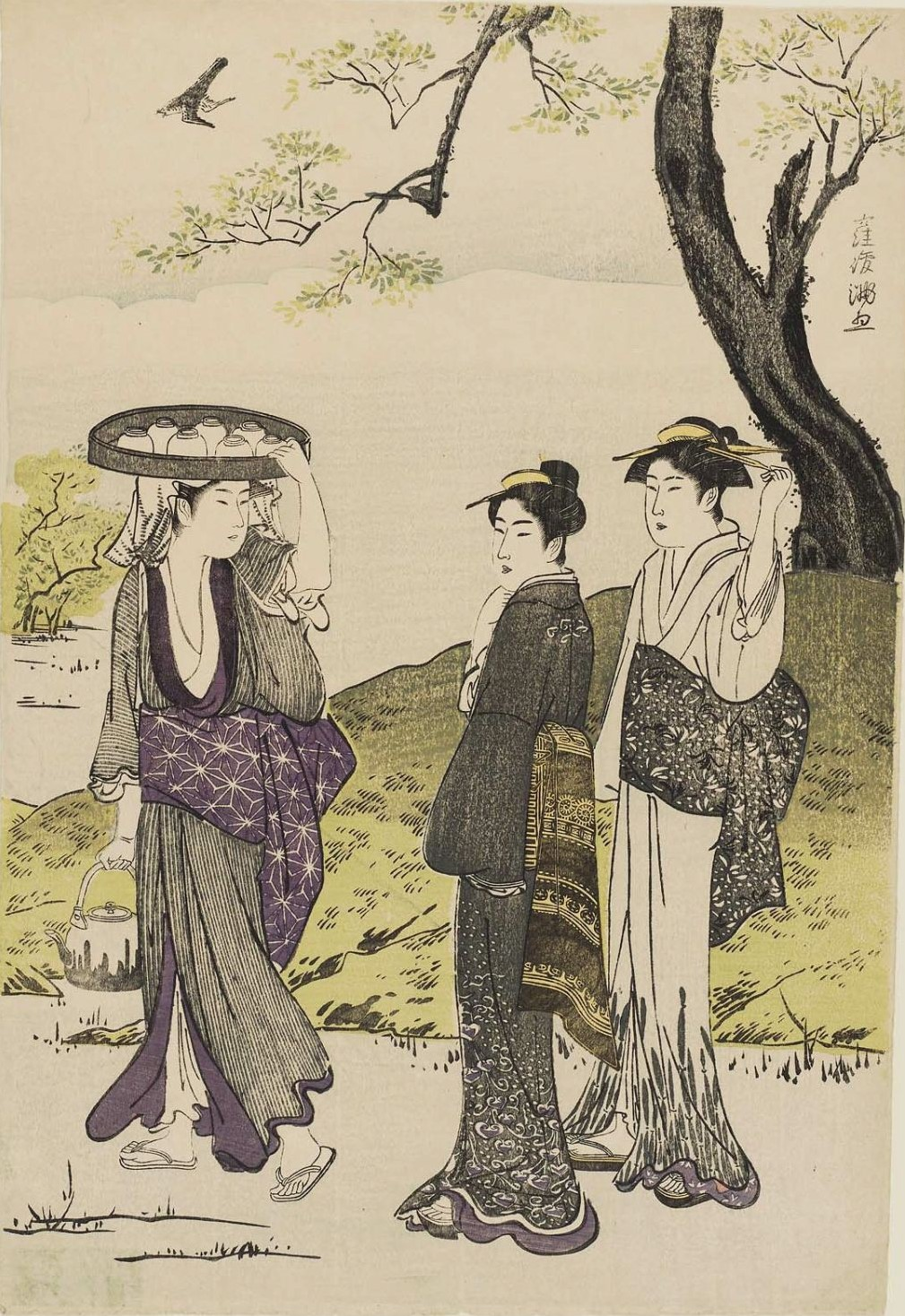

Kubo Shumman (japanisch 窪 俊満, auch Kubo Toshimitsu gelesen; geboren 1757 in Edo; gestorben 26. Oktober 1820) war ein japanischer Maler im Ukiyoe-Stil während der späteren Edo-Zeit.

## Leben und Werk
Kubo lernte bei Katori Nahiko (1723–1782) und Kitao Shigemasa, wurde aber mehr durch Torii Kiyonaga beeinflusst. Er änderte das ursprüngliche Shun (春), um sich von den zahlreichen Schülern von Katsukawa Shunshō zu unterscheiden. Kubo machte sein Debüt als Ukiyoe-Künstler in den frühen Jahren der An’ei-Zeit (1772–1781). Er entwickelte seinen eigenen Stil in der Wiedergabe von eleganten weiblichen Schönheiten. Besonders bekannt ist eine Serie von Holzschnitten unter dem Titel Mutsu Tamagawa (六つ玉川), in der er einen sehr zurückhaltenden Gebrauch von Farbe machte. Kubo schuf daneben auch eine hervorragende Serie von Originalgemälden schöner Frauen. Er war auch ein Dichter von unterhaltenden Gedichten (狂歌, Kyōka), die er unter dem Namen „Hitofushi no Chizue“ beziehungsweise Issetsu Senjō (一節千杖) oder auch unter „Nandaka Shiran“ (南陀伽紫蘭) publizierte. Er stellte auch eine Reihe von illustrierten Sammlungen solcher Gedichte her. Dies geschah nur auf Grund von Bestellungen, die Bücher waren nicht für den allgemeinen Handel bestimmt.
Kubos wirklicher Familienname war Kubota (窪田), den er nach chinesischem Vorbild auf ein Zeichen verkürzte. Daneben benutze er gelegentlich „Kitao“, den Namen seines Lehrers, als Familiennamen. Da er mit der linken Hand malte, benutzte er auch die Künstlernamen Sashōdō (左尚堂) oder Shōsadō (尚左堂). Sein Rufname war Yasubē (易兵衛 bzw. 安兵衛).

## Bilder

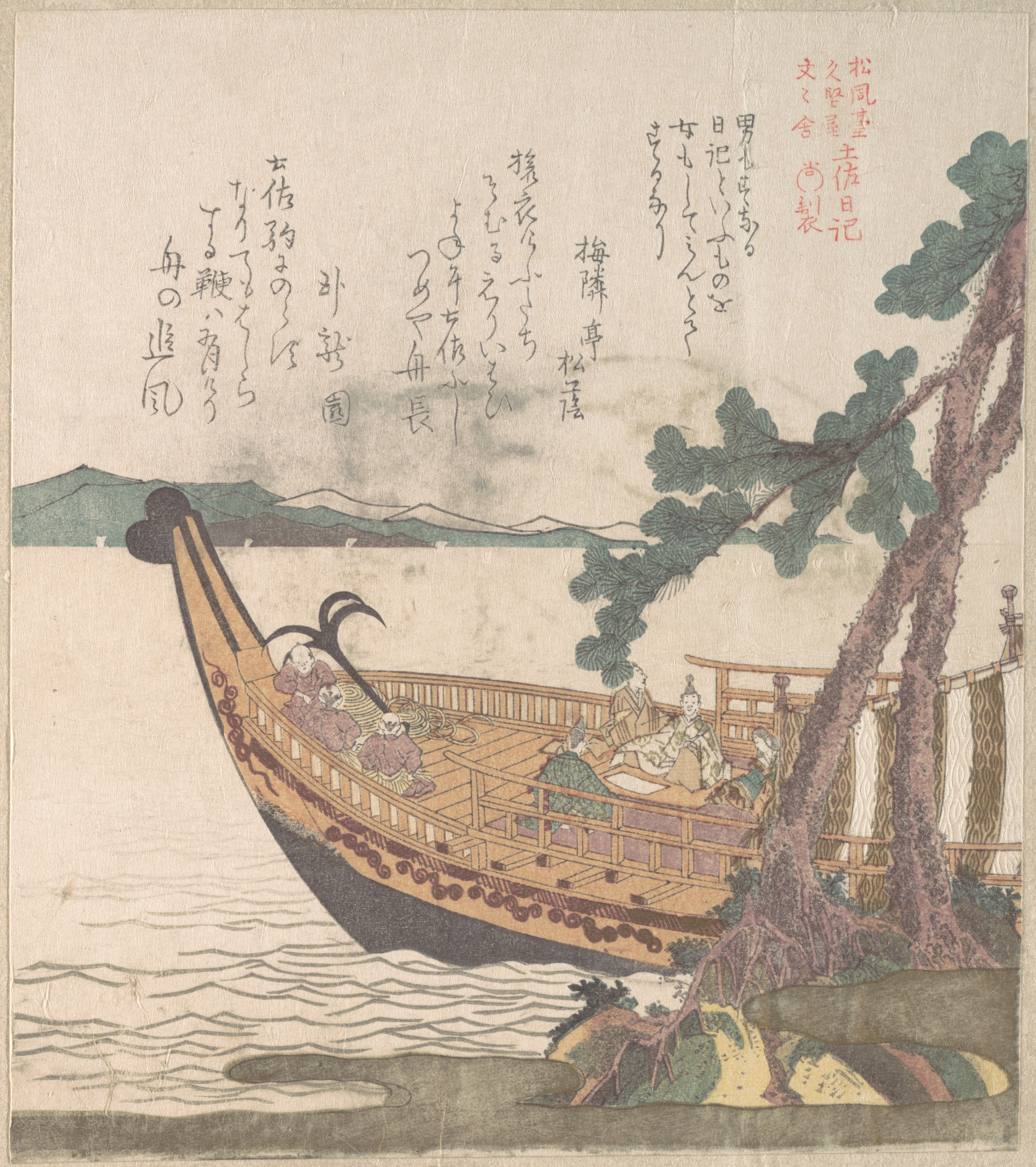
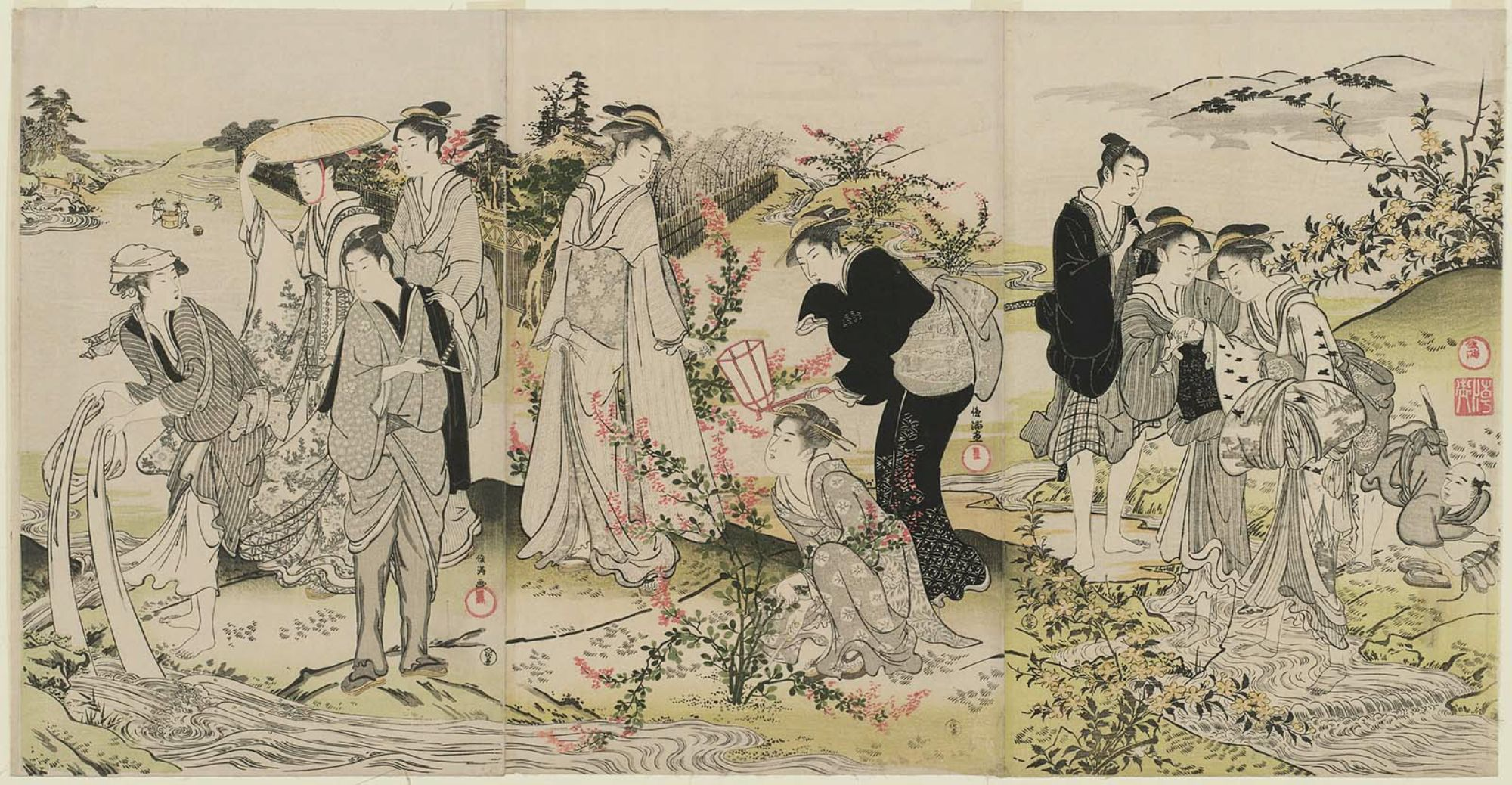
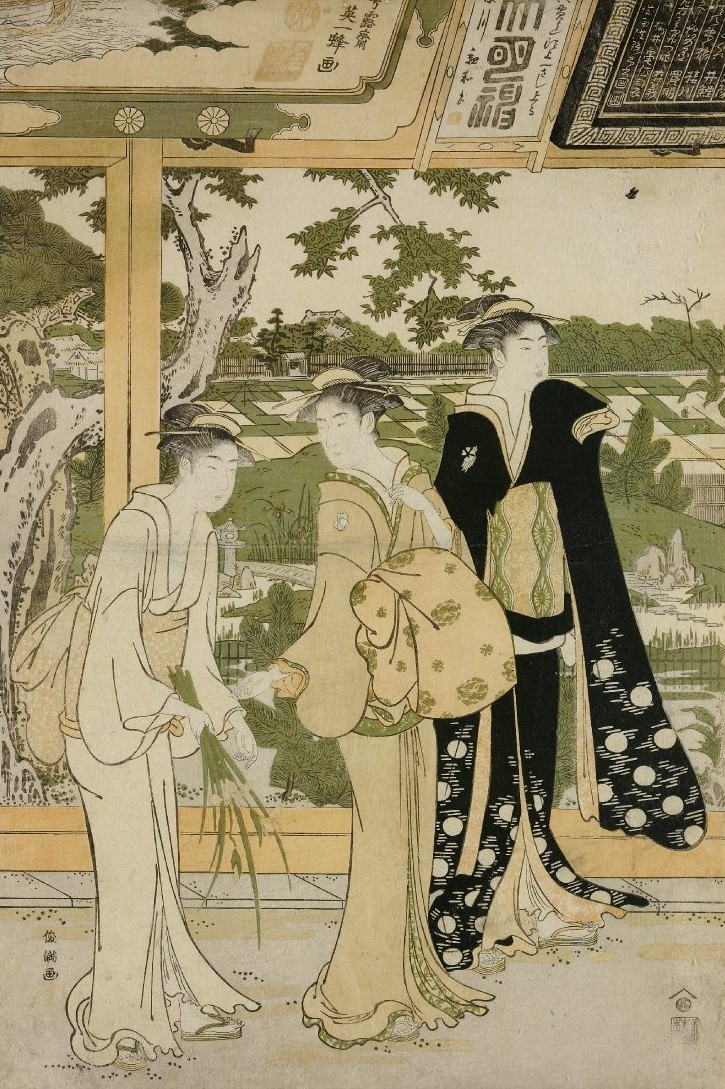
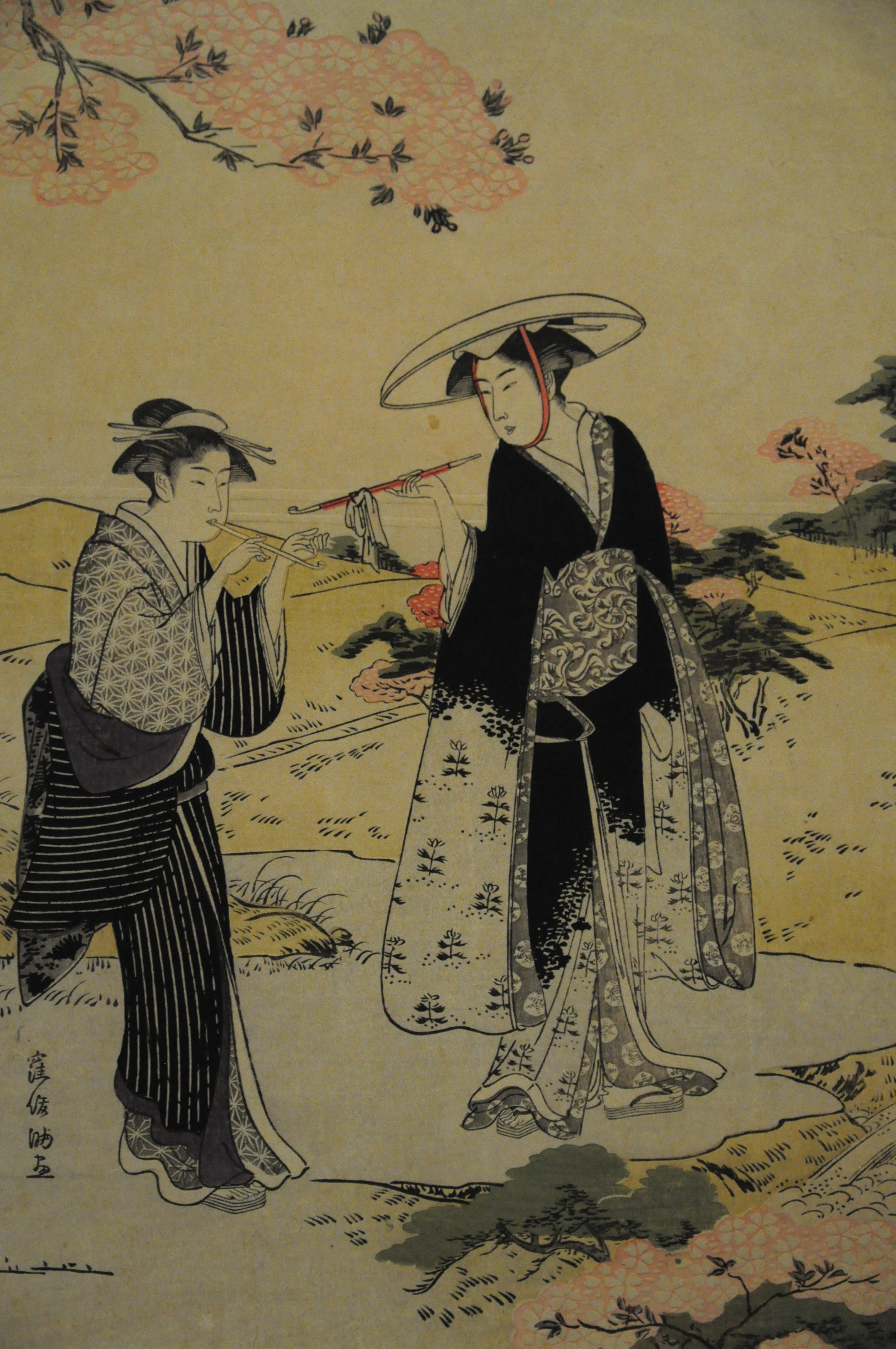
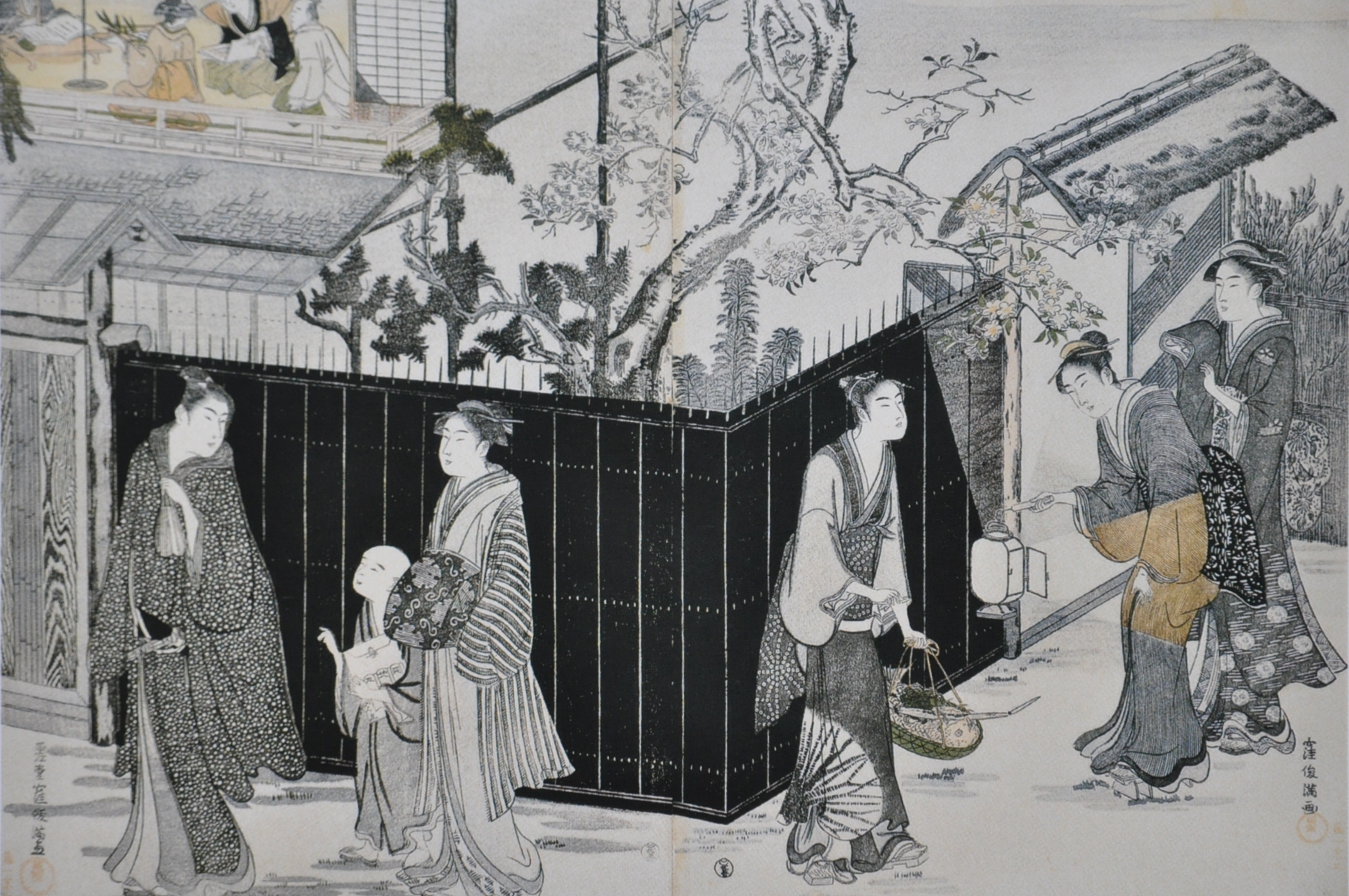
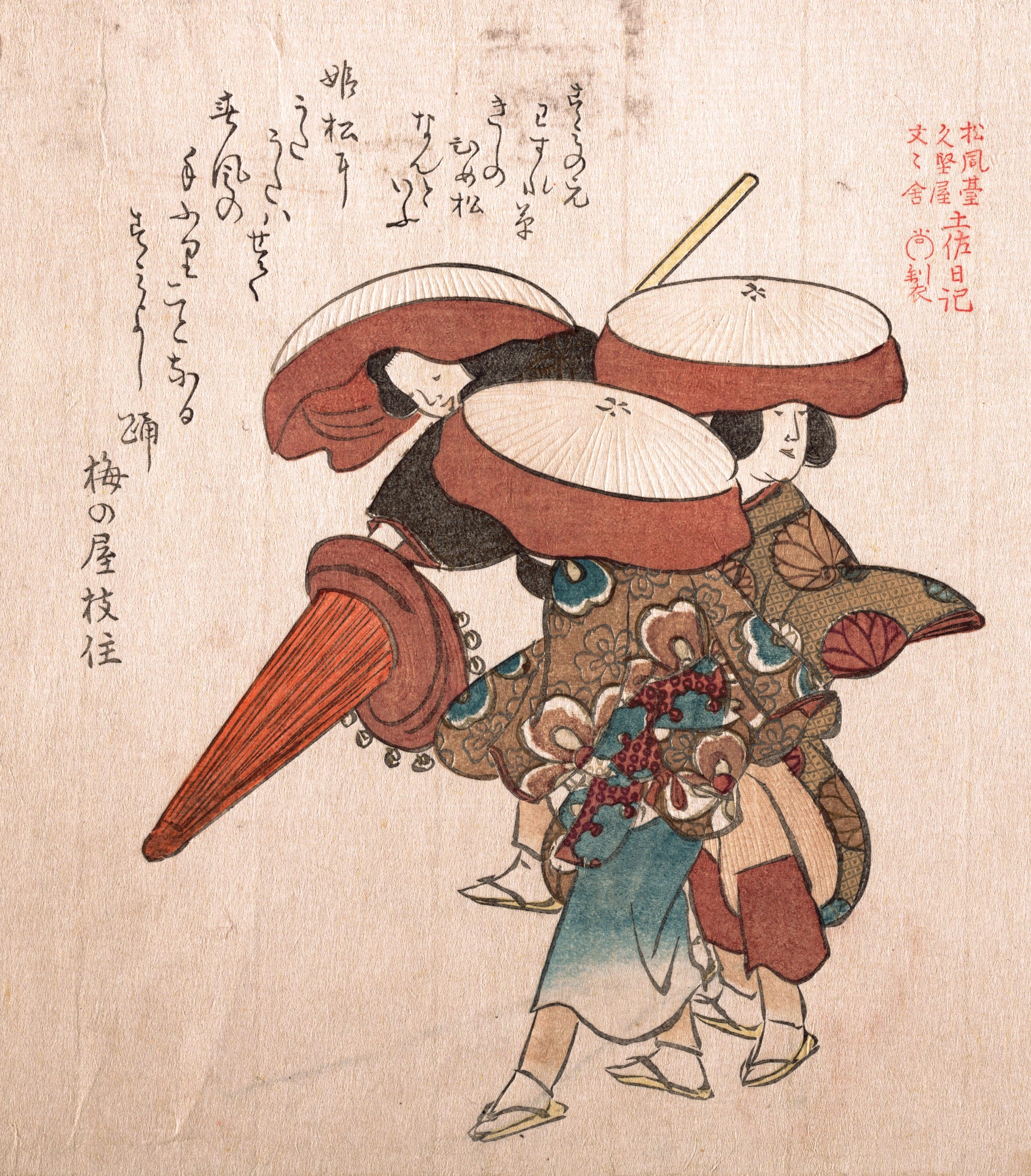
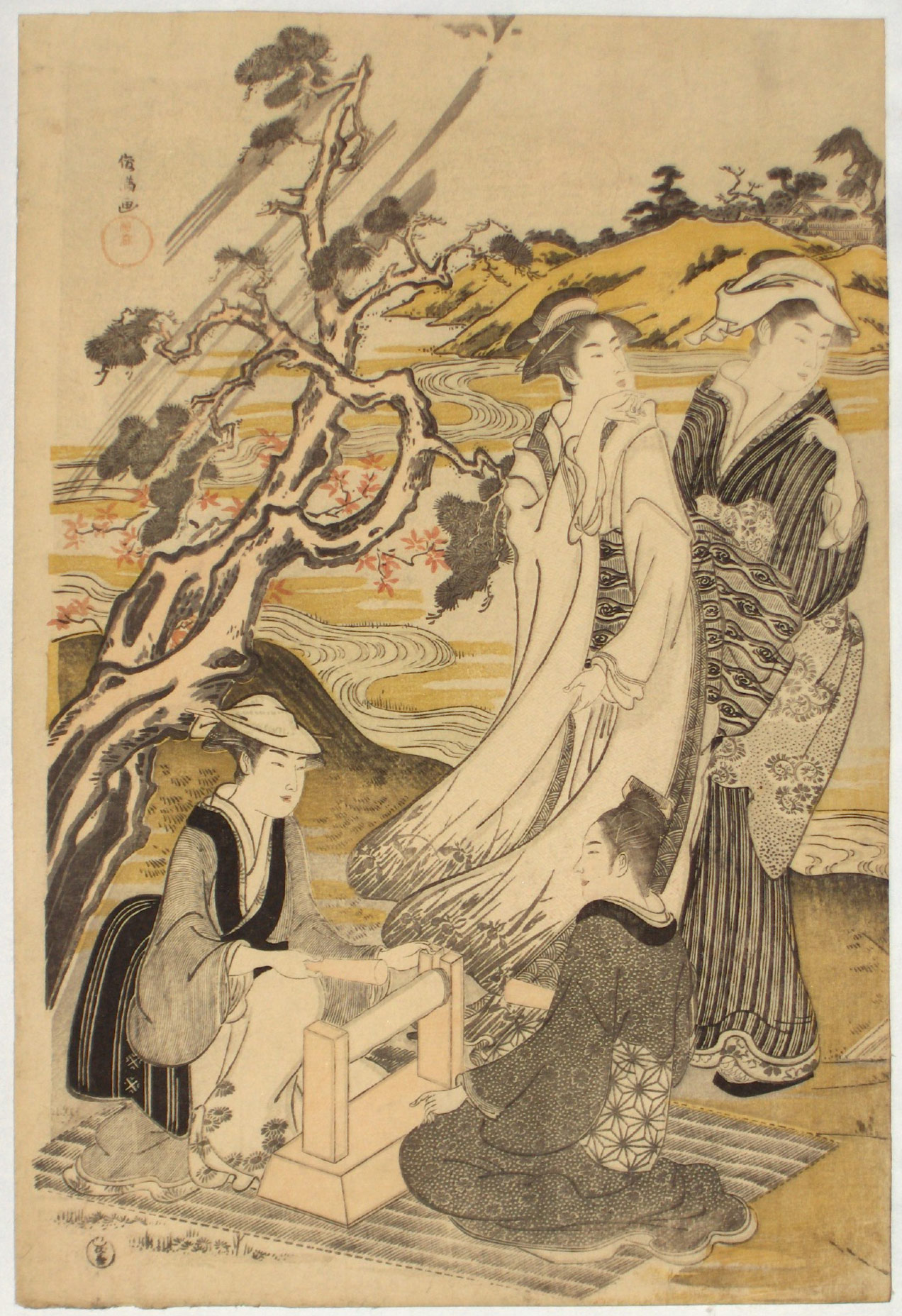